# Campionati italiani di triathlon cross country del 2014
I Campionati italiani di triathlon cross country del 2014 (X edizione) sono stati organizzati dalla Federazione Italiana Triathlon e si sono tenuti a Dongo in Lombardia, in data 29 giugno 2014.
Tra gli uomini ha vinto per la seconda volta consecutiva Mattia De Paoli (Liger Team Keyline), mentre la gara femminile è andata per la terza volta - dopo le edizioni del 2011 e 2012 - a Sara Tavecchio (Triathlon Cremona Stradivari).

## Risultati

### Élite uomini
| Pos. | Atleta              | Società sportiva      | Nuoto    | Bici     | Corsa    | Totale   |
| ---- | ------------------- | --------------------- | -------- | -------- | -------- | -------- |
|      | Mattia De Paoli     | Liger Team Keyline    | 00:17:49 | 01:27:28 | 00:28:31 | 02:13:48 |
|      | Massimo Cigana      | Liger Team Keyline    | 00:17:50 | 01:29:37 | 00:28:09 | 02:15:36 |
|      | Stefano Davite      | Sai Frecce Bianche    | 00:17:38 | 01:28:19 | 00:29:51 | 02:15:48 |
| 4    | Filippo Galli       | Raschiani Tri Pavese  | 00:16:38 | 01:29:21 | 00:30:18 | 02:16:17 |
| 5    | Davide Gabardo      | CUS Trento CTT        | 00:20:26 | 01:29:54 | 00:30:19 | 02:20:39 |
| 6    | Giovanni Maiello    | Virtus                | 00:20:45 | 01:29:40 | 00:30:17 | 02:20:42 |
| 7    | Fausto Fognini      | Team Comobike         | 00:21:11 | 01:27:25 | 00:32:23 | 02:20:59 |
| 8    | Marco Spadaccia     | Arezzo Triathlon      | 00:17:31 | 01:34:11 | 00:31:17 | 02:22:59 |
| 9    | Marco Saia          | Los Tigres            | 00:17:57 | 01:34:37 | 00:30:48 | 02:23:22 |
| 10   | Alessio Buraccioni  | Fiamme Oro            | 00:16:31 | 01:37:35 | 00:30:23 | 02:24:29 |
| 11   | Riccardo Rosticci   | Los Tigres            | 00:16:28 | 01:37:44 | 00:30:32 | 02:24:44 |
| 12   | Daniele Michelet    | A3 Triathlon          | 00:17:37 | 01:36:37 | 00:32:16 | 02:26:30 |
| 13   | Enrico Nicoletti    | Padova Nuoto Dynamica | 00:16:34 | 01:37:38 | 00:32:23 | 02:26:35 |
| 14   | Antonello Pallotta  | CUS Torino Triathlon  | 00:19:53 | 01:35:56 | 00:31:37 | 02:27:26 |
| 15   | Marco Panzavolta    | Padova Nuoto Dynamica | 00:18:10 | 01:38:44 | 00:30:56 | 02:27:50 |
| 16   | Mario Ortega Perez  | Fersentri             | 00:16:39 | 01:41:31 | 00:29:44 | 02:27:54 |
| 17   | Gaston Montenegro   | Argentina             | 00:16:03 | 01:41:47 | 00:30:31 | 02:28:21 |
| 18   | Alessandro Bonalumi | SSD Europa            | 00:18:30 | 01:38:12 | 00:31:51 | 02:28:33 |
| 19   | Giordano Suardi     | Olimpic Triathlon     | 00:20:55 | 01:38:22 | 00:31:15 | 02:30:32 |
| 20   | Nicola Sessini      | CUS Trento CTT        | 00:17:02 | 01:41:46 | 00:32:11 | 02:30:59 |

### Élite donne
| Pos. | Atleta              | Società sportiva             | Nuoto    | Bici     | Corsa    | Totale   |
| ---- | ------------------- | ---------------------------- | -------- | -------- | -------- | -------- |
|      | Sara Tavecchio      | Triathlon Cremona Stradivari | 00:18:04 | 01:51:31 | 00:33:37 | 02:43:12 |
|      | Monica Cibin        | Triathlon Novara             | 00:17:23 | 01:53:50 | 00:33:14 | 02:44:27 |
|      | Greta Vettorata     | Liger Team Keyline           | 00:17:52 | 01:56:12 | 00:35:48 | 02:49:52 |
| 4    | Genziana Cenni      | Arezzo Triathlon             | 00:24:53 | 01:57:47 | 00:35:31 | 02:58:11 |
| 5    | Fiorella Ferrari    | Raschiani Tri Pavese         | 00:25:23 | 02:14:18 | 00:38:13 | 03:17:54 |
| 6    | Laura Colombo       | Triathlon Bergamo            | 00:25:41 | 02:13:56 | 00:38:57 | 03:18:34 |
| 7    | Ilaria Zavanone     | Torino Triathlon             | 00:24:49 | 02:17:25 | 00:37:49 | 03:20:03 |
| 8    | Annachiara Bonomi   | Fersentri                    | 00:23:55 | 02:18:03 | 00:40:17 | 03:22:15 |
| 9    | Roberta Frigeri     | ARC Busto Arsizio            | 00:25:52 | 02:20:01 | 00:41:37 | 03:27:30 |
| 10   | Ernesta Fraquelli   | Peperoncino Team             | 00:23:31 | 02:19:15 | 00:52:57 | 03:35:43 |
| 11   | Valentina Giardini  | Triathlon Team Brianza       | 00:26:30 | 02:39:10 | 00:45:35 | 03:51:15 |
| 12   | Gabriella Zanardo   | Triathlon Team Brianza       | 00:25:19 | 03:08:58 | 00:45:19 | 04:19:36 |
| 13   | Valentina Salvatore | I.T.A.                       | 00:24:54 | 03:19:51 | 00:45:08 | 04:29:53 |